# Marlon da Silva
Marlon da Silva de Moura (sinh ngày 5 tháng 2 năm 1990, ở Belford Roxo) là một cầu thủ bóng đá người Brasil hiện tại thi đấu ở vị trí Tiền đạo cho câu lạc bộ tại Liga 1 Borneo.